# 김정은 (방송인)
김정은(金廷恩, 1983년 6월 4일 ~ )은 대한민국 프리 랜서 방송 MC이다.

## 생애

### 주요 이력
- 서울에서 출생
- 2008년 월드 미스 유니버시티 코리아 1등 지
- 한국애견연맹 홍보대사
- 前 KBSworld 라디오DJ
- 前 CJB 청주방송 아나운서
- 前 한국경제TV MC
- 前 이데일리TV 아나운서
- 前 중화TV MC
- 한중뷰티쇼 MC
- 한국인 최초 중국 홈쇼핑 뷰티 게스트

### 수상 경력
- 2008년 미스 유니버시티 코리아 智

### 학력
- 2007년 중국 중앙민족대학교 학사
- 2009년 연세대학교 대학원 중어중문학과 문학석사

## 출연작

### TV 프로그램
MBC나누면행복

### 라디오 프로그램
- KBS월드

### CF 광고
- 《예다함 상조》
- 《메리츠 보험》《DB손해보험》《KB손해보험》외 보험 광고 다수